# 维尔弗拉赫
维尔弗拉赫是奥地利下奥地利州诺因基兴县的一个市镇。总面积12.32平方公里，总人口1559人，人口密度126.5人/平方公里（2005年）。